# Ivan Šebalj (slikar)
Ivan (Ivo) Šebalj (Zagreb, 5. lipnja 1912. – Zagreb, 19. veljače 2002.), bio je hrvatski slikar.

## Životopis
U Zagrebu je završio osnovnu školu i realnu gimnaziju. Diplomirao je 1942. na Akademiji likovnih umjetnosti u Zagrebu u klasi profesora Marina Tartaglie. Od 1954. do 1961. nastavnik je na Školi primijenjenih umjetnosti u Zagrebu, a od 1961. do 1978. profesor na Akademiji likovnih umjetnosti u Zagrebu. 1996. dodijeljeno mu je odličje Reda Danice Hrvatske s likom Marka Marulića, te Spomenica domovinske zahvalnosti.

## Izbor iz djela
- Pušač
- Slikar i model
- U počast Cezanneu
- Akt
- Slikar
- Moj doživljaj okupacije Zagreba
- Šebalj i križ

## Vanjske poveznice
- Zdenko Rus Eros tamnoga sjaja, www.galerija-kula.hr (pristupljeno 4. svibnja 2012.)  Arhivirana inačica izvorne stranice od 20. siječnja 2018. (Wayback Machine)
- Iva Körbler Ivo Šebalj (1912.-2002.), www.remek-djela.com (pristupljeno 4. svibnja 2012.)  Arhivirana inačica izvorne stranice od 5. rujna 2012. (Wayback Machine)
- Nina Ožegović Tajne, strasti i poroci hrvatskih slikara, Nacional 493/2005.[neaktivna poveznica]
- Milan Bešlić Šebalj i križ - posljednji slikarev ciklus, www.kic.hr (pristupljeno 4. svibnja 2012.)  Arhivirana inačica izvorne stranice od 2. svibnja 2012. (Wayback Machine)
- Romina Peritz Posljednji i dosad neviđeni ciklus velikana hrvatskoga slikarstva, www.vjesnik.hr (pristupljeno 4. svibnja 2012.)[neaktivna poveznica]
- Romina Peritz Kolinda iz kabineta maknula jakog Murtića i stavila vedrog Šebalja (pristupljeno 24. travnja 2015.)  Arhivirana inačica izvorne stranice od 26. travnja 2015. (Wayback Machine)